# Вилхелм IV (Хесен-Касел)
Вижте пояснителната страница за други личности с името Вилхелм IV.
Вилхелм IV фон Хесен-Касел Мъдрия (на немски: Wilhelm IV von Hessen-Kassel, der Weise, * 24 юни 1532 в Касел, † 25 август 1592 в Касел) от Дом Хесен е от 1567 до 1592 г. първият ландграф на Хесен-Касел и основател на линията Хесен-Касел.
Вилхелм поддържа природните науки и е компетентен и известен астроном. Той основава в Касел първата астрономическа обсерватория в Средна Европа, оборудва я с най-модерните инструменти и помага на Тихо Брахе. От 1579 г. при него работи Йост Бюрги. Вилхелм изработва сбирка от ценни часовници и научни инструменти от всякакъв вид.

## Биография
Вилхелм е най-възрастният син на ландграф Филип I Великодушни фон Хесен (1504 – 1567) и съпругата му Кристина Саксонска (1505 – 1549), дъщеря на херцог Георг от Саксония. През 1547 г. баща му предава на него и майка му управлението и отива в затвор на император Карл V. След договора от Пасау баща му се връща обратно от затвора и дава на Вилхелм да участва и по-нататък в управлението. Той замества баща си в изборите на ерцхерцог Максимилиан през 1562 г. за римски крал във Франкфурт. На 6 април 1562 г. баща му поделя земите си между Вилхелм и неговите братя. Вилхелм получава Долен Хесен, с резиденция град Касел, голяма част от бившето Графство Цигенхайн и хеската част от Господство Шмалкалден.
На 28 май 1568 г. братята се споразумяват в Цигенхайн за подялбата. Вилхелм стака така основател на линията Касел на хеската княжеска фамилия. Неговите три по-малки братя основават линиите Хесен-Марбург, Хесен-Рейнфелс и Хесен-Дармщат.

## Семейство и деца
Вилхелм IV се жени на 11 февруари 1566 г. в Марбург за Сабина фон Вюртемберг (1549 – 1581), дъщеря на херцог Христоф фон Вюртемберг (1515 – 1568) и принцеса Анна Мария фон Бранденбург-Ансбах (1526 – 1589).
Вилхелм IV има от брака му със Сабина от Вюртемберг децата:
- Анна Мария (1567 – 1626); ∞ 1589 граф Лудвиг II от Насау-Саарбрюкен (1565 – 1627)
- Хедвиг (1569 – 1644); ∞ 1597 граф Ернст фон Холщайн-Шаумбург (1569 – 1622)
- Агнес (1569 – 1569)
- Софи (1571 – 1616)
- Мориц (1572 – 1632), ландграф на Хесен-Касел; ∞ 1. 1593 графиня Агнес фон Золмс-Лаубах (1578 – 1602); ∞ 2. 1603 графиня Юлиана фон Насау-Диленбург (1587 – 1643)
- Сабина (1573 – 1573)
- Сидония (1574 – 1575)
- Християн (1575 – 1578)
- Елизабет (1577 – 1578)
- Христина (1578 – 1658); ∞ 1598 херцог Йохан Ернст II от Саксония-Айзенах (1566 – 1638)
- Юлиана (1581 – 1581)

Вилхелм има от преди брака му извънбрачни деца с Елизабет Валенщайн:
- Христине (1552?– ); ∞ 1570 Николаус от Гаугребен
- Филип Вилхелм фон Корнберг (1553 – 1616); ∞ 1. 1582 Анна Христина фон Фалкен († 1602); ∞ 2. 1603 Христина фон Бойнебург (1582 – 1632)
- Вилхелм († 1564)